# Kötélverők bástyája
A Kötélverők bástyája (románul: Bastionul Funarilor vagy Bastionul Frânghierilor, németül: Seilerbastei) a brassói városerődítmény délkeleti („felső”) falának bástyája volt. A többi bástyánál kisebb és egyszerűbb, mivel a Cenk felőli támadás valószínűségét alacsonynak ítélték. Alapzata máig megtekinthető a Cenkre induló felvonó alsó állomása alatt. A délkeleti várfal részeként a romániai műemlékek jegyzékében a BV-II-m-A-11294.04 sorszámon szerepel.

## Története
Egyes források szerint már 1416-ban okirat említi, vagyis ez lenne a brassói városerőd legelsőként említett bástyája. Azonban ez kevéssé valószínű: az 1520–1550 közötti városi számadásokban még nem szerepel, okmányok legelőször 1562-ben utalnak a „kötélverők sarkára” (Saler Eck), és legelőször 1613-ban nevezik konkrétan bástyának (Söller Postay). A 15. századi keletkezésnek az is ellentmond, hogy részben téglából épült (míg a régi várfal kőből), és szabálytalanul van beékelve a várfal két tornya közé.
A bástyát a város kötélgyártói védték, akik többnyire a szomszédos Vár utcában laktak. 1641-ben tűzvész pusztította a város felső részét, mely során a Vár utca 45 épülete leégett, és a bástya is megrongálódott. Még ugyanabban az évben kijavították, falán pedig latin feliratot helyeztek el, melyen Michael Goldschmidt városbíró nevét is feltüntették. Az 1689-es tűzvészben ismét leégett, csak falai maradtak meg; de újból kijavították.
A haditechnika fejlődése következtében a 18. századtól a bástya már nem töltött be védelmi szerepet, gabona és kender tárolására használták. 1737-ben a kötélgyártók céhe egy pavilont épített az udvarba, melynek belsejét festményekkel és versekkel díszítették, majd 1794-ben itt építették fel céhházukat. 1894-ben kétezer forintért eladták Karl Ganzert gyárosnak, aki lebontatta a céhházat, és felépítette magasföldszintes lakóházát, mely ma is áll. A bástya nagy részét elbontatta, csak egy alacsony, kerítésként szolgáló alapzatot hagyott meg, melyen a várárok felől kaput nyitott.
Az elhanyagolt bástya a 20. század végére romhalmazzá vált. 2006-ban a megmaradt alapzatot a környező várfalakkal és tornyokkal együtt felújították.

## Leírása
Hatoldalú, megközelítőleg félkör alaprajzú épület; eredetileg 12 méter magas, 2 méter vastag falai kőből és téglából épültek. A várfalból 33 méterre ugrik ki, a várfalhoz mért hosszúsága 27 méter, lőrésein keresztül mind délnyugati, mind északkeleti irányban lehetett támadni az ellenséget. Más bástyákhoz hasonlóan békeidőben a Kötélverők bástyáját is összejövetelekre, mulatságokra használták.
A többi bástyánál kisebb és egyszerűbb volt, mivel a Cenk felőli támadás valószínűségét alacsonynak ítélték. A Takácsok bástyája felől, a várfallal párhuzamos folyosón lehetett megközelíteni (Seilergang, azaz Kötélverők átjárója).

## Képek

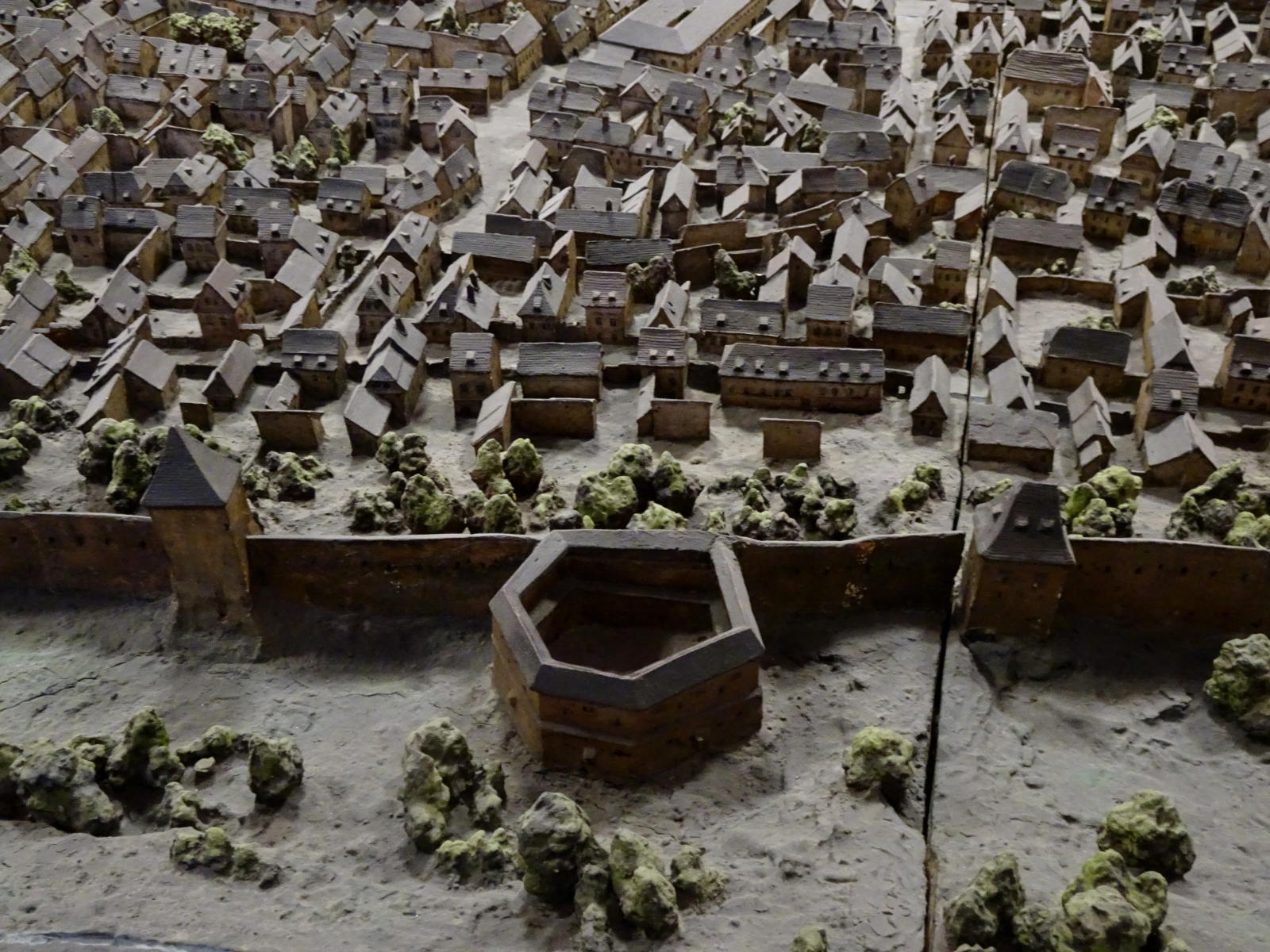
A bástya a 17. századi Brassó makettjén
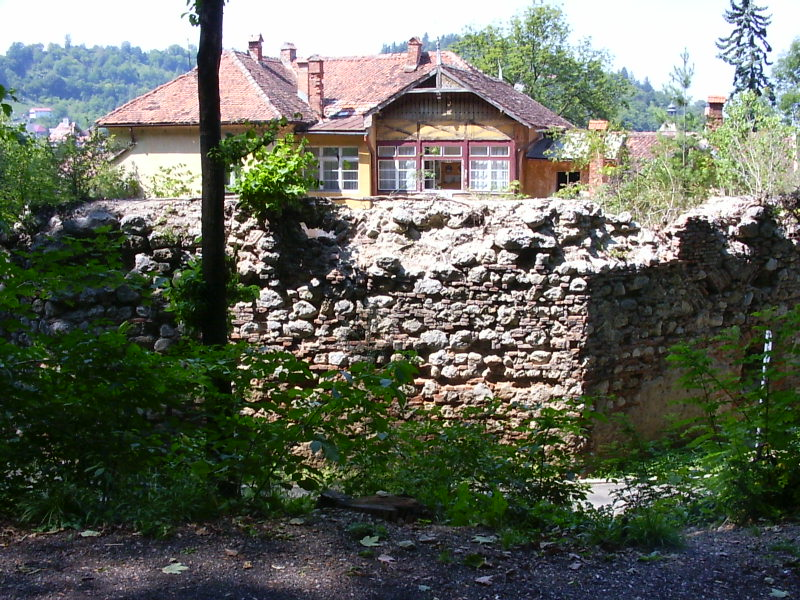
A felújítás előtt (a háttérben Karl Ganzert 1895-ben épített villája)
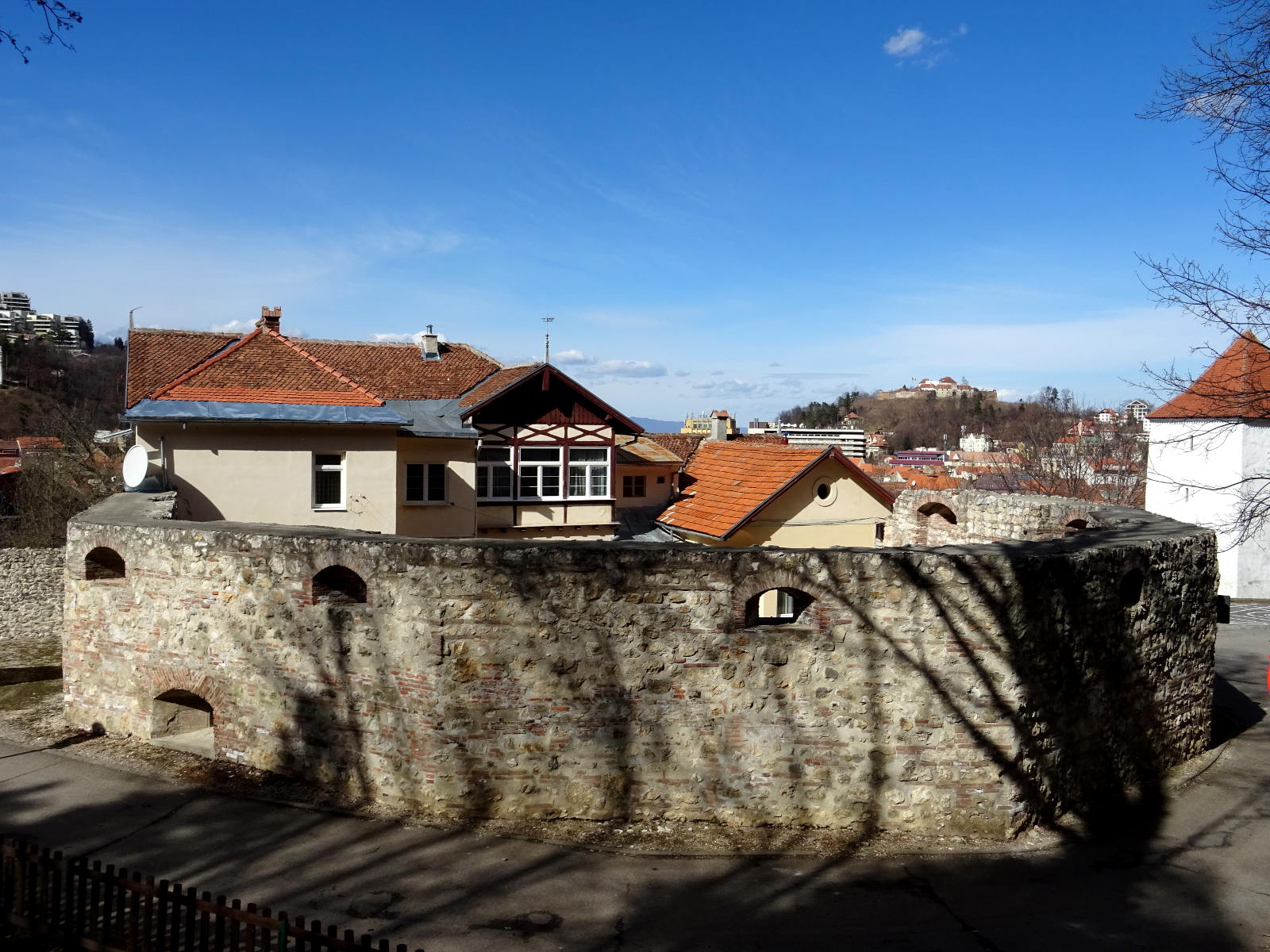
A 2006-os felújítás után